# فرانك يفيس بامبوك
فرانك يفيس بامبوك (بالفرنسية: Franck-Yves Bambock) (7 أبريل 1995 بدوالا في الكاميرون - ) هو لاعب كرة قدم فرنسي في مركز الوسط. شارك مع منتخب فرنسا تحت 16 سنة لكرة القدم ومنتخب فرنسا تحت 17 سنة لكرة القدم ومنتخب فرنسا تحت 18 سنة لكرة القدم. أما مع النوادي، فقد لعب مع أكادمية باريس سان جيرمان ونادي قرطبة ونادي هويسكا.

## وصلات خارجية
- فرانك يفيس بامبوك على موقع قاعدة بيانات كرة القدم.إي يو (الإنجليزية)
- فرانك يفيس بامبوك على موقع ليكيب (الفرنسية)
- فرانك يفيس بامبوك على موقع Soccerway.com (الإنجليزية)
- فرانك يفيس بامبوك على موقع AS.com (الإسبانية)